# توني موران
توني موران (بالإنجليزية: Tony Moran)‏ هو ممثل أمريكي، ولد في 14 أغسطس 1957 ببربانك في الولايات المتحدة.

## أعمال

### أفلام
- (1978) هالوين[4][5][6]
- (1981) هالوين 2

### مسلسلات
- ذا والتونز

## وصلات خارجية
- توني موران على موقع IMDb (الإنجليزية)
- توني موران على موقع ألو سيني (الفرنسية)
- توني موران على موقع أول موفي (الإنجليزية)
- توني موران على موقع قاعدة بيانات الأفلام السويدية (السويدية)
- توني موران على موقع قاعدة بيانات الفيلم (الإنجليزية)
- توني موران على موقع كينوبويسك (الروسية)